# Porphyrophora crithmi
Porphyrophora crithmi är en insektsart som först beskrevs av Goux 1938.  Porphyrophora crithmi ingår i släktet Porphyrophora och familjen pärlsköldlöss.
Artens utbredningsområde är Frankrike. Inga underarter finns listade i Catalogue of Life.